# Theodor Hansen (Geistlicher, 1837)

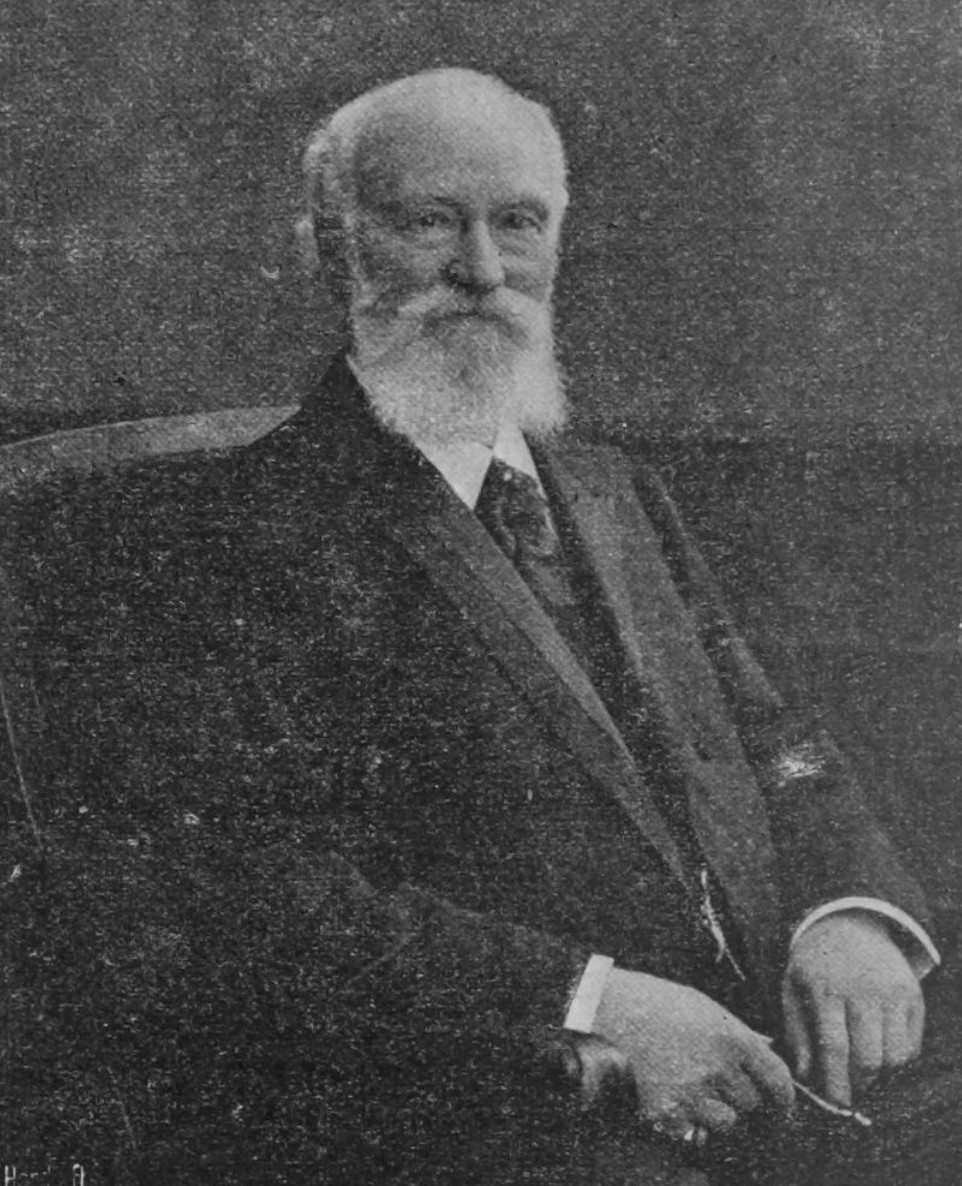
Theodor Hansen, um 1913

Theodor Heinrich Fürchtegott Hansen (* 5. April 1837 in Kiel; † 1. August 1923 in Oldenburg (Oldb)) war ein deutscher evangelisch-lutherischer Geistlicher und Oberkirchenrat in Oldenburg. 

## Leben
Theodor Hansen war ein Sohn des Pastors Christian Hansen. Er wuchs auf der Hallig Langeneß auf, wo er Halligfriesisch lernte. Seine Kenntnisse benutzte er später, vermutlich noch als Schüler oder als junger Erwachsener, bei der Abfassung zweier halligfriesischer Komödien, Jö Käst (Die Kiste) und Pitje Patje! (Dummes Zeug). Sie haben sich im Nachlass von Hermann Möller erhalten und wurden 2012 herausgegeben.
Nach anfänglichem Schulbesuch auf der Hallig wurde Hansen auf die Kieler Gelehrtenschule geschickt, die er bis zum Abitur Ostern 1856 durchlief. Er studierte Evangelische Theologie an den Universitäten Kiel, Göttingen, Basel und wieder Kiel. Nach seinem Amtsexamen, das er 1861 mit dem  zweiten Character mit sehr rühmlicher Auszeichnung bestand, arbeitete er von 1863 bis 1865 als Repetent in Göttingen. Im Dezember 1866 wurde er zum Archidiaconus an St. Nikolai in Kiel berufen. Nach der Neuordnung der Kieler Gemeinden wurde er Pastor für den Heilig-Geist-Bezirk. Am 6. Mai 1874 erhielt er die Berufung zum Kirchenpropst der Propstei Kiel (Stadt).
Zum 1. Mai 1879 wechselte er als Geheimer Kirchenrat und Hofprediger nach Oldenburg. Verbunden damit war er erstes geistliches Mitglied des Oberkirchenrats sowie des Evangelischen Oberschulkollegiums. Da der Präsident des Oberkirchenrats Jurist war, war Hansen der leitende Geistliche der Evangelisch-Lutherischen Kirche des Herzogtums Oldenburg. Am 8. Februar 1883 erhielt er den Titel Oberhofprediger und 1887 den Titel Geheimer Oberkirchenrat. Im Dezember 1916 ging er in den Ruhestand; sein Nachfolger wurde Heinrich Tilemann.

## Auszeichnungen
- Titel Geheimer Rat (1917)
- Ehrendoktor der Universität Göttingen (1887)
- Oldenburgischer Haus- und Verdienstorden des Herzogs Peter Friedrich Ludwig
  - 1884 Ritterkreuz II. Klasse
  - 1886 Ehren-Ritterkreuz I. Klasse
  - 1899 Kapitular-Komtur
  - 1908 Ehren-Großkomturkreuz
  - 1917 Kapitular des Großkreuzes
- Albrechts-Orden, Komtur I. Klasse (1885)
- Orden vom Zähringer Löwen (1888)
- Hausorden der Wendischen Krone, Komtur (1898)
- Königlicher Kronen-Orden (Preußen), II. Klasse (1901)
- Roter Adlerorden
  - III. Klasse 1904
  - II. Klasse 1906
- Grossoffizier des Orden von Oranien-Nassau (1901)[3]

## Werke
- Über die ethischen Grundbedingungen theologischer Polemik. Kiel 1870
- Die Feier des heiligen Abendmahls als Gemeinde-Gottesdienst in Schriftwort und Liedern liturgisch zusammengestellt. Kiel: Homann 1876
- Zwei Predigten. Oldenburg: Bültmann & Gerriets 1881
- Rede bei der Beisetzung Ihrer Königl. Hoheit, der Erbgroßherzogin Elisabeth von Oldenburg. Oldenburg 1895
- Rede bei der Beisetzung Ihrer Königl. Hoheit, der Großherzogin Elisabeth von Oldenburg. Oldenburg 1896
- Rede bei der Beisetzung Seiner Königl. Hoheit, des Großherzogs Nicolaus Friedrich Peter von Oldenburg. Oldenburg 1900
- Wie erzieht uns Gott zum Gebet in dieser Zeit? Predigt über 1. Tim. 2, 1–6. Oldenburg: Schulze 1915

- (posthum)  Zwei halligfriesische Komödien von „Heinrichs“. Groningen; Kiel: Frysk Ynst. RUG/Stifting FFYRUG, 2012 ISBN 978-3-9810598-6-1